# Alexandra François-Cuxac
 (août 2020).
Si vous êtes l’auteur de ce texte, vous êtes invité à donner votre avis ici. À moins qu’il soit démontré que l’auteur de la page autorise la reproduction et que ce contenu soit compatible avec les principes fondateurs de Wikipédia, cette page sera supprimée ou purgée au bout d’une semaine maximum. En attendant le retrait de cet avertissement, veuillez ne pas réutiliser ce texte.
 (mai 2020).
Alexandra François-Cuxac, née le 21 décembre 1967, est une entrepreneuse française du secteur de l'immobilier.

## Carrière professionnelle
Elle intègre la société Sagec en 1989, dont elle devient actionnaire et en assure la vice-présidence de 1997 à 2010. Elle crée la société AFC Promotion en 2011. Son siège est basé à Biarritz et comporte des filiales à Bordeaux, Biarritz, Paris, Toulouse et Montpellier.

## Activité syndicale
Alexandra François-Cuxac a été présidente de la Fédération des promoteurs immobiliers de France (FPI France) de 2015 à 2021. La FPI déclare à la Haute autorité pour la transparence de la vie publique (HATVP) exercer des activités de lobbying en France pour un montant qui n'excède pas 300 000 euros en 2018.
Elle préside la FPI Midi-Pyrénées de 2002 à 2005. Elle fonde et préside l’Observatoire  statistique du logement neuf, « L’ObserveR », à Toulouse, de 2002 à 2012 puis crée en 2010 l’Observatoire national du logement neuf de la FPI, premier outil statistique destiné à l’analyse des chiffres de la promotion privée en France,.
Nommée vice-présidente de la FPI France en 2012 Alexandra François-Cuxac est élue Présidente de la FPI France en juillet 2015,,.
Elle est réélue présidente de la FPI France pour un deuxième et dernier mandat de 3 ans lors de l’Assemblée générale de la fédération le 26 juin 2018,.
Elle a appelé le 13 septembre 2017 à un « choc de simplification » pour favoriser la construction de logements en France, « une économie sur-administrée qui a produit beaucoup plus de règlements qu'elle en a éliminés au fur et à mesure des années».
Alexandra François-Cuxac est membre du Conseil exécutif du Medef (2016-2018 et depuis 2020) 
Elle est administratrice titulaire au conseil d’administration d’Action Logement Groupe depuis 2018 

## Titres et décorations
- Chevalier de la Légion d'honneur (14 juillet 2015[15].)

## Publication
- L'immobilier au cœur : plaidoyer pour une nouvelle donne dans la politique du logement en France, Fédération des Promoteurs Immobiliers, 2017[16],[17],[18]